# Gueto de Częstochowa
El gueto de Częstochowa fue un gueto establecido por los nazis en la Polonia ocupada durante la Segunda Guerra Mundial, para congregar a población judía. Emplazado en la ciudad de Częstochowa, a 64 km al norte de la Katowice, ocupó la parte oriental del centro de la ciudad, la cual coincidía en parte con el antiguo barrio judío de la ciudad.

## Historia

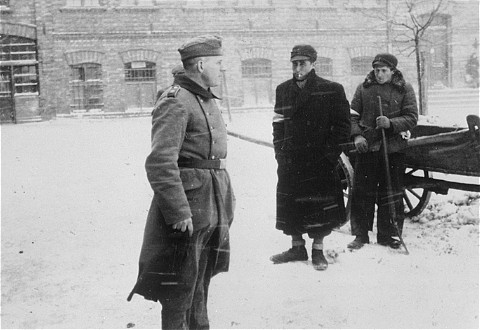
Soldado alemán junto a dos judíos que limpian la nieve del gueto de Częstochowa.

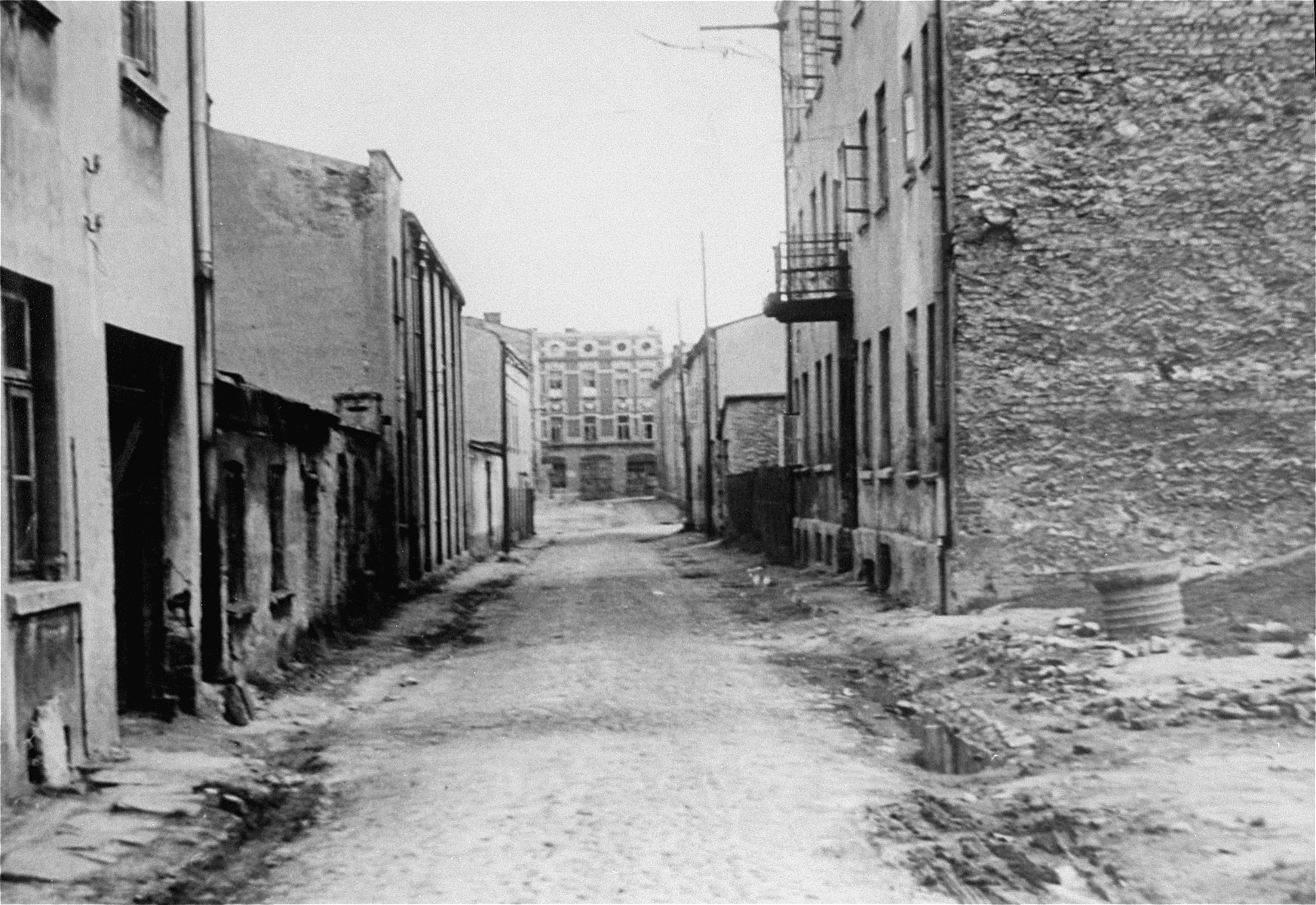
Centro del "gueto pequeño".

El gueto fue fundado el 9 de abril de 1941, por orden del Stabshauptmann Richard Wendler. Además de los judíos de Częstochowa, el gueto concentró a la población judía de ciudades y pueblos cercanos, tales como: Krzepice, Olsztyn, Mstów, Janów o Przyrów; así como a grupos de desplazados judíos de zonas de Polonia anexadas a Alemania.
Aunque el número exacto de personas que pasaron por el gueto es difícil de establecer, en su inicio probablemente tenía una población de alrededor de 40.000 y en su momento más poblado, justo antes de su liquidación, tenía cerca de 48.000 mil habitantes. La mayoría de los habitantes del gueto eran obligados a trabajar como esclavos en la industria de armamentos, sobre todo en la antigua fábrica "Mettalurgy", que había sido tomada por la empresa alemana HASAG.
Los nazis comenzaron a liquidar el gueto el 22 de septiembre de 1942, al día siguiente del Yom Kippur, y terminaron de hacerlo en la noche del 7 de octubre. La acción fue llevada a cabo por unidades SS alemanas, junto a auxiliares ucranianas y letonas, bajo el mando del Schutzpolizei Paul Degenhardt. Se reunió a los judíos en la plaza Daszynski y, posteriormente, la mayoría (40.000) fue transportados al campo de exterminio de Treblinka.
Aquellos que sobrevivieron a la liquidación inicial, alrededor de 8.000, fueron localizados en el denominado "gueto pequeño". En el cual se organizó un grupo clandestino judío de resistencia, encabezado por Adam Wolberg y Mordechaj Zylberberg. Cuando los alemanes comenzaron el trasladó de los últimos prisioneros a los campos de exterminio, en 1943, esta organización inició un levantamiento (el Alzamiento del gueto de Częstochowa). Cuando los alemanes irrumpieron en su búnker Zylberberg se suicidó, terminando con el levantamiento al día siguiente de su comienzo.
Los 3.900 sobrevivientes fueron encerrados en las instalaciones de la fábrica HASAG. Con el pasar del tiempo, el número de judíos confinados en la fábrica aumentó a 10 000, con la llegada de los últimos judíos del Gueto de Łódź y otros provenientes de campos de trabajo. En los primeros días de enero de 1945 la mitad de los judíos de Częstochowa fueron deportados. La ciudad fue liberada el 17 de enero de 1945 por los soviéticos, sobreviviendo 5.200 judíos que aun permanecían recluidos como esclavos de la fábrica HASAG.